# Aiteta olivana
Aiteta olivana är en fjärilsart som beskrevs av Alfred Ernest Wileman och South 1920. Aiteta olivana ingår i släktet Aiteta och familjen trågspinnare. Inga underarter finns listade i Catalogue of Life.